# Джон Стюарт (DC Comics)
Джон Стюарт (англ. John Stewart) — супергерой, появлявшийся в комиксах компании DC Comics. Был создан писателем Деннисом О’Нилом и художником Нилом Адамсом. Впервые появился в  Green Lantern (vol. 2) #87.

## История публикаций
Джон Стюарт стал одним из героев вселенной DC Comics, носивших псевдоним Зелёный Фонарь. Он появился в небольшой спин-офф серии «Зелёный Фонарь: Мозаика» (англ. «Green Lantern: Mosaic»), 18 выпусков которой были опубликованы в период с июня 1992 года по ноябрь 1993, а также был главным персонажем в Green Lantern (vol. 2) с № 182 по № 200, когда Хэл Джордан отказался от своего места в Корпусе (1984—1986).
Стюарт — второй из Зелёных Фонарей, не носивших маску и один из первых темнокожих персонажей DC Comics, надевавших костюм супергероя.
Наибольшую популярность персонаж получил после того, как стал одним из главных героев мультсериала «Лига Справедливости» с 2001 по 2004 год. В дальнейшем, он появился в мультсериале «Лига Справедливости без границ» в 2004—2006 годах. В 2007 Джон Стюарт заметно фигурировал в ежемесячных изданиях комиксов DC, таких как Лига Справедливости Америки, Зелёный Фонарь, а в последнее время и Корпус Зелёных Фонарей. 
Джон Стюарт, озвученный Элдисом Ходжом, появляется в качестве главного героя в анимационном фильме 2022 года «Зеленый Фонарь: Берегись моей мощи». 

## Силы и способности
- Кольцо силы дает способности, как и у остальных Зелёных Фонарей — управление энергией кольца, создание с помощью него любых предметов, полёт, и ограниченная неуязвимость.
- В серии «Зелёный Фонарь: Возрождение», Хэл Джордан отметил, что Стюарт — лучший лётчик Корпуса.
- Джон — бывший член Корпуса морской пехоты США, имеет отличную боевую подготовку, владеет навыками снайпера.

## Вне комиксов

### Телевидение
В мультсериале «Лига Справедливости без границ» Джон Стюарт (озвучен Филом Ламарром) является одним из членов и основателей Лиги Справедливости Америки. Его персонаж в сериале отличался от версии комиксов, в частности, о его прошлом в морской пехоте США. Глаза Стюарта светятся зелёным, что является побочным эффектом ношения кольца в течение пятнадцати лет; свечение исчезает, когда кольцу требуется зарядка или когда он его снимает. По словам одного из создателей мультсериала, Брюса Тимма, для того, чтобы сделать лицо Стюарта более интересным и узнаваемым, они решили придерживаться описания, данного в комиксах, и изображать Стюарта без маски. Также по сюжету кольцо способно противостоять желтому цвету, что противоречит вековой истории Корпуса Зелёных Фонарей. Из-за наличия в команде мультсериала двух героев по имени Джон (второй — Дж’он Дж’онззз, известный так же как Марсианский Охотник), иногда приводит к незначительной путанице, в частности, Флэш иногда обращается к ним как к одному Джону, а в субтитрах встречаются опечатки в именах Джона и Дж’она.
В телесериале "Стрела" Джон Стюарт не появляется, но есть похожий на него персонаж по имени Джон Диггл (Дэвид Рэмси). Его биография очень схожа каковой была у Стюарта в комиксах, он также бывший военный. Хотя создатели и заявили, что Джон Диггл не является сериальной версией Джона Стюарта, и никогда не станет Зелёным Фонарем, это также подтверждается тем, что после выхода сериала Диггл начал появляться на страницах комиксов о Зелёной Стреле, и к Стюарту не имеет никакого отношения. Пасхалки на Фонаря все же имеются. Отчим Диггла или просто "Диг" имеет фамилию "Стюарт", что отсылает на самого Джона Стюарта, также в кроссовере "Иные миры" Флэш с Земли-90 сообщает ему, что в его мире Джон носит кольцо, отсылка на "кольцо Силы Зеленого Фонаря", есть вероятность, что на Земле-90 Диг взял фамилию отчима, и как раз является Джоном Стюартом - Зеленым Фонарем. В заключительной серии "Стрелы" рядом с Джоном падает небольшой метеорит, который светится зелёным цветом, что говорит о том, что Джон станет зелёным фонарем, подтверждая то что Джон Диггл был всегда сериальной версией Джона Стюарта.
В анимационном сериале «Зелёный Фонарь» в 25 серии упоминается в разговоре Хэла Джордана и Гая Гарднера как новый Зелёный фонарь сектора 2814(Земля). Хэл называет его "комик из телека". 
Джон Стюарт, озвученный Элдисом Ходжом, появляется в качестве главного героя в анимационном фильме 2022 года «Зеленый Фонарь: Берегись моей силы».
Планируется сериал Фонари который будет посвящён двум персонажам  Хэлу Джордану Джону Стюард у

### Компьютерные игры
- Джон Стюарт — один из персонажей видео-игры Justice League Heroes и озвучен актером Майклом Джей Уайтом.
- Стюарт фигурирует в играх Justice League: Injustice и Justice League: Chronicles.
- «DC Universe Online» Стюарт один из неиграбельных персонажей.
- В играх Injustice: Gods Among Us и Injustice 2 внешность Джона Стюарта является альтернативным скином для Зеленого Фонаря.
- Джон Стюарт — один из персонажей видео-игры Suicide Squad: Kill the Justice League.

## Критика и отзывы
В мае 2011 года, Джон Стюарт занял 55 место в списке 100 лучших героев комиксов по версии IGN.